# Stadionul Hrvatski vitezovi
Stadionul Hrvatski vitezovi (din croată Stadionul Cavalerilor croați) este un stadion de fotbal din Dugopolje, în apropierea orașului Split, în sudul Croației. Stadionul are o capacitate de 5.200 de locuri. Aici, își dispută meciurile de acasă NK Dugopolje. Stadionul a fost deschis oficial pe 22 iulie 2009, inaugurat într-un meci amical între Dugopolje și Hajduk Split.
Costul de construcție a stadionului a fost de 55 de milioane de kuna (aproximativ 7,5 milioane de euro) și este parte dintr-un complex sportiv, care include clubul de administrare a clădirilor, mai multe piscine și terenuri de tenis.
În iunie 2009, stadionul a fost vizitat de către UEFA, care a oferit dreptul de disputare a partidelor europene pe acest stadion.